# سولفور (ایندیانا)
سولفور (به انگلیسی: Sulphur) یک منطقهٔ مسکونی در ایالات متحده آمریکا است که در شهرستان کرافورد، ایندیانا واقع شده‌است. سولفور ۲۱۷٫۰۲ متر بالاتر از سطح دریا قرار دارد.